# Jakob Sarbach

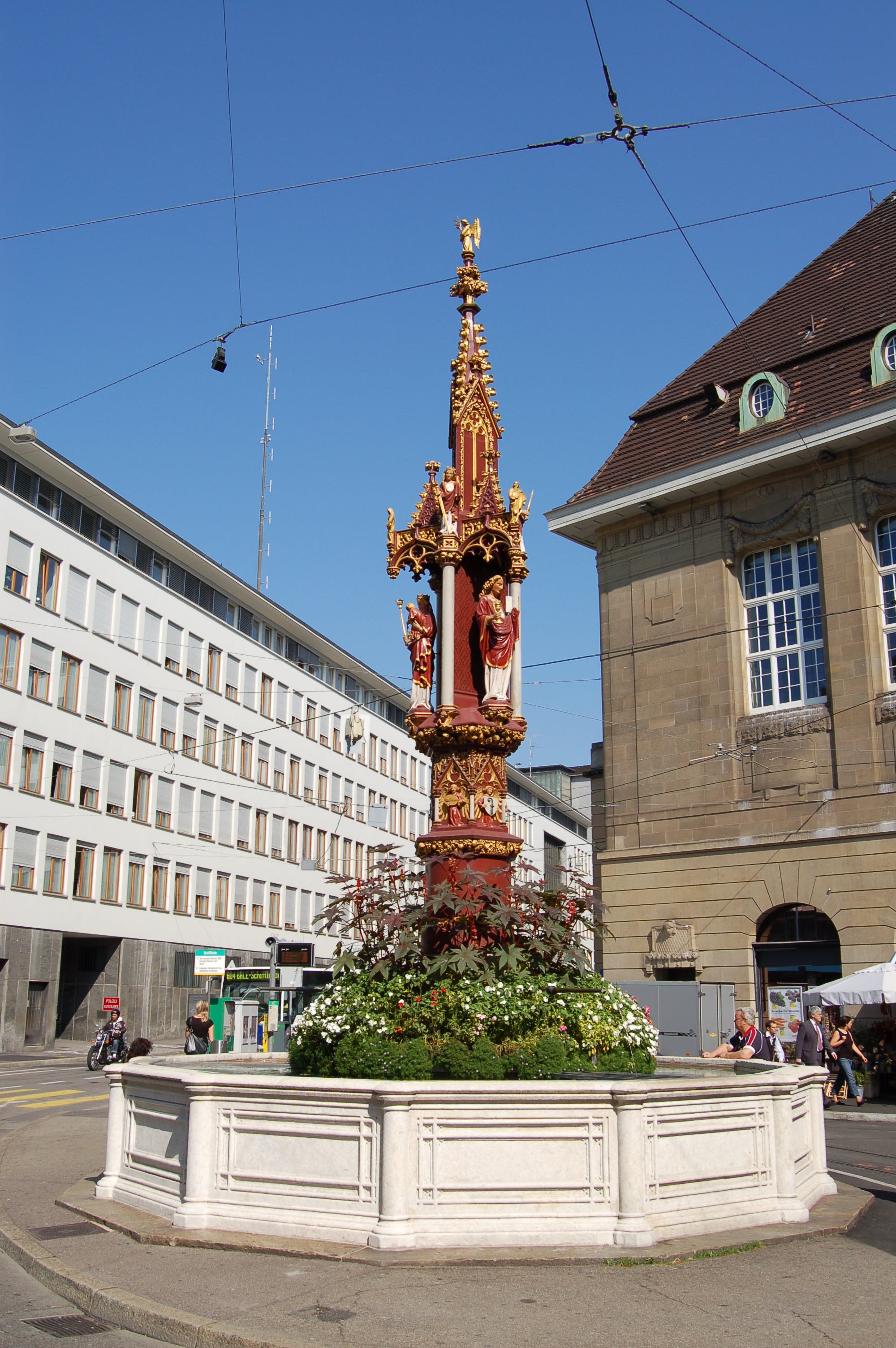
Basler Fischmarktbrunnen (Kopie)

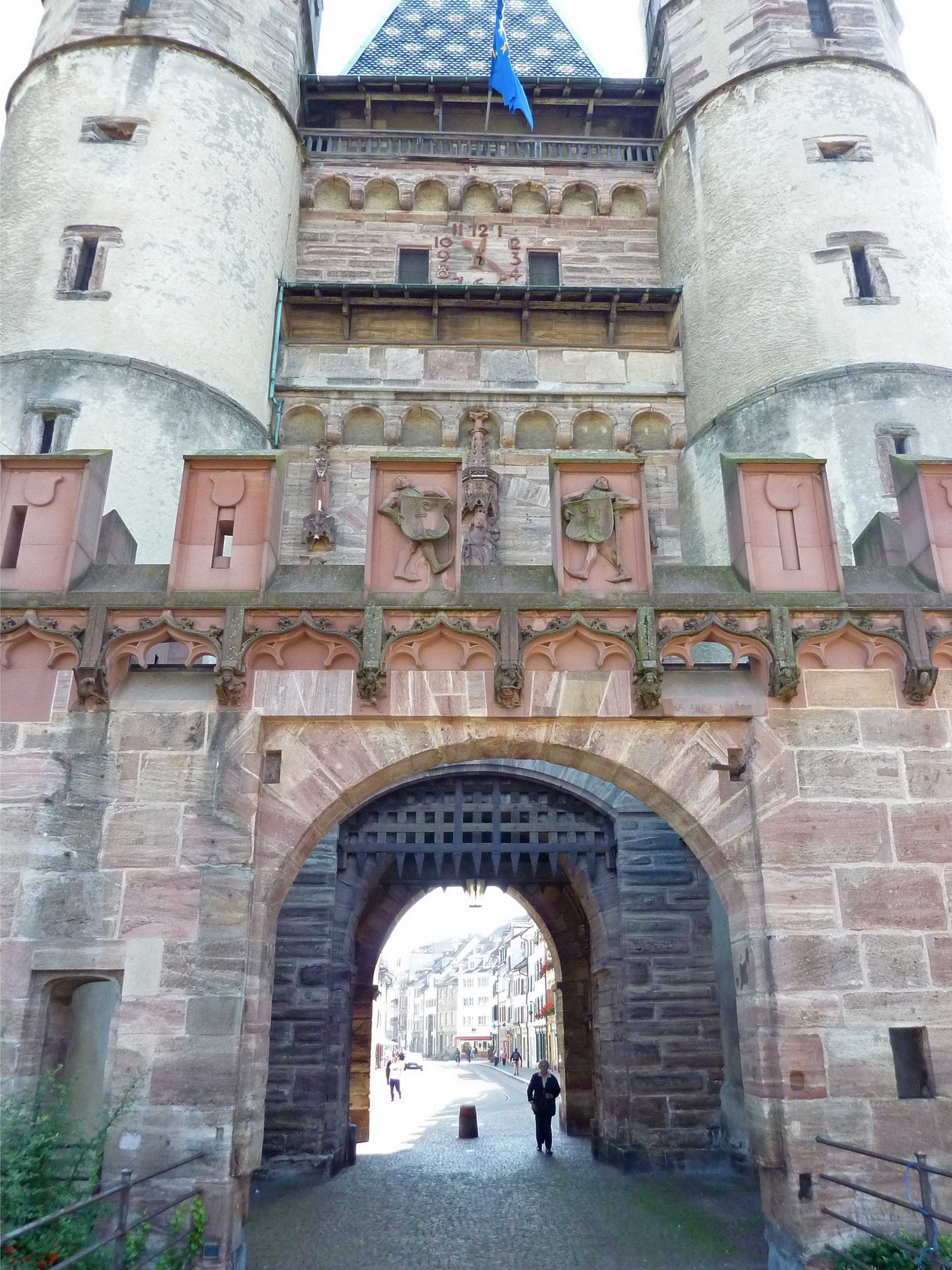
Basels Spalentor, Bereich des Vortores

Jakob Sarbach († 1492) war ein in Basel wirkender Baumeister.

## Leben und Wirken
Jakob Sarbach, auch Labahürlin genannt, entstammte einem in Kleinbasel ansässigen Baumeistergeschlecht. 1460 wurde er als Maurer in die Himmelzunft in Basel aufgenommen. Ab 1488 gehörte er dem Baugericht und 1490 dem Rat in Basel an.
Zu seinen Werken gehören 1468 die Vollendung des Fischmarktbrunnens, für die er ältere Plastiken weiterverwendete, 1473–1474 das plastisch geschmückte Vortor am Spalentor und 1480 die gewölbten Wechselgaden am Basler Kaufhaus.